# Station Sumbersalak
Sumbersalak is een spoorwegstation in de Indonesische provincie Oost-Java.

## Bestemmingen
- Pandanwangi: naar Station Jember en Station Banyuwangi
- Jalur KA: naar Station Kalisat-Station Banyuwangi Baru